# Пауло Лопис
Пауло Лопис е община в мезорегион Гранде Флорианополис, щата Санта Катарина, Бразилия с обща площ 450.372 км² и население 6215 души (2006).